# Hanna Maron
Hanna Maron (22. november 1923 - 30. maj 2014) var en tyskfødt israelsk skuespiller og teaterpersonlighed. Hun stod på scenen i over 80 år og er officielt indehaver af rekorden for længste scenekarriere.